# Apoloniusz Golik
Apoloniusz Golik (ur. 8 lipca 1928 w Rzeczycy Okrągłej, zm. 28 lipca 2012 w Warszawie) – generał dywizji WP.

## Służba w wojsku
Absolwent Państwowego Liceum Handlowego w Mielcu. Od września 1949 służył w ludowym WP jako podchorąży 1 Szkolnej Kompanii Oficerów Rezerwy Piechoty 2 Berlińskiego Pułku Piechoty w Legionowie. W 1950 ukończył Szkołę Oficerów Rezerwy i został promowany na stopień podporucznika w korpusie oficerów piechoty. Po promocji został dowódcą plutonu, a następnie kompanii w 26 pułku piechoty w Sanoku. W 1952 ukończył kurs metodyczny dowódców batalionu w Wyższej Szkole Piechoty w Rembertowie. Od 1952 dowódca kompanii, potem batalionu szkolnego w 14 pułku piechoty w Tarnowie, a następnie w 16 pułku piechoty w Krakowie. Od 1953 był komendantem pułkowej szkoły podoficerskiej w 14 pułku piechoty. W latach 1954–1957 studiował w Akademii Sztabu Generalnego im. gen. broni Karola Świerczewskiego w Rembertowie. Po ukończeniu studiów został dowódcą batalionu w 4 pułku piechoty w Kielcach, a następnie dowódcą batalionu piechoty w 1 Praskim pułku zmechanizowanym w Wesołej. Od 1960 służył jako oficer operacyjny Oddziału Operacyjnego w sztabie Warszawskiego Okręgu Wojskowego, a w latach 1961–1962 był dowódcą 75 pułku zmechanizowanego w Bartoszycach Od 1963 szef sztabu i zastępca dowódcy 15 Dywizji Zmechanizowanej w Olsztynie, a od 1965 9 Drezdeńskiej Dywizji Zmechanizowanej w Rzeszowie. Od 1967 dowódca tej dywizji. W 1970 został dowódcą 4 Pomorskiej Dywizji Zmechanizowanej im. Jana Kilińskiego w Krośnie Odrzańskim. W 1971 ukończył Kurs Taktyczno-Operacyjny ASG WP, a 1973 Kurs Operacyjno-Strategiczny w Akademii Sztabu Generalnego Sił Zbrojnych ZSRR im. K. Woroszyłowa w Moskwie. 5 października 1971 na mocy uchwały Rady Państwa PRL otrzymał nominację na stopień generała brygady; nominację wręczył mu w Belwederze 11 października 1971 przewodniczący Rady Państwa PRL Józef Cyrankiewicz. Od października 1973 do października 1976 szef sztabu i zastępca dowódcy Pomorskiego Okręgu Wojskowego w Bydgoszczy. Od lutego 1977 do listopada 1978 szef Misji Polskiej w Międzynarodowej Komisji Kontroli i Nadzoru w Korei w randze ministra pełnomocnego. Od września 1979 zastępca komendanta Akademii Sztabu Generalnego WP ds. liniowych, a od stycznia 1980 komendant Centrum Doskonalenia Oficerów im. gen. armii Stanisława Popławskiego w Rembertowie. W latach 1985–1990 szef Inspekcji Sił Zbrojnych. 3 października 1986 na mocy uchwały Rady Państwa PRL otrzymał nominację na stopień generała dywizji; nominację wręczył mu w Belwederze 10 października 1986 przewodniczący Rady Państwa, Zwierzchnik Sił Zbrojnych PRL gen. armii Wojciech Jaruzelski.

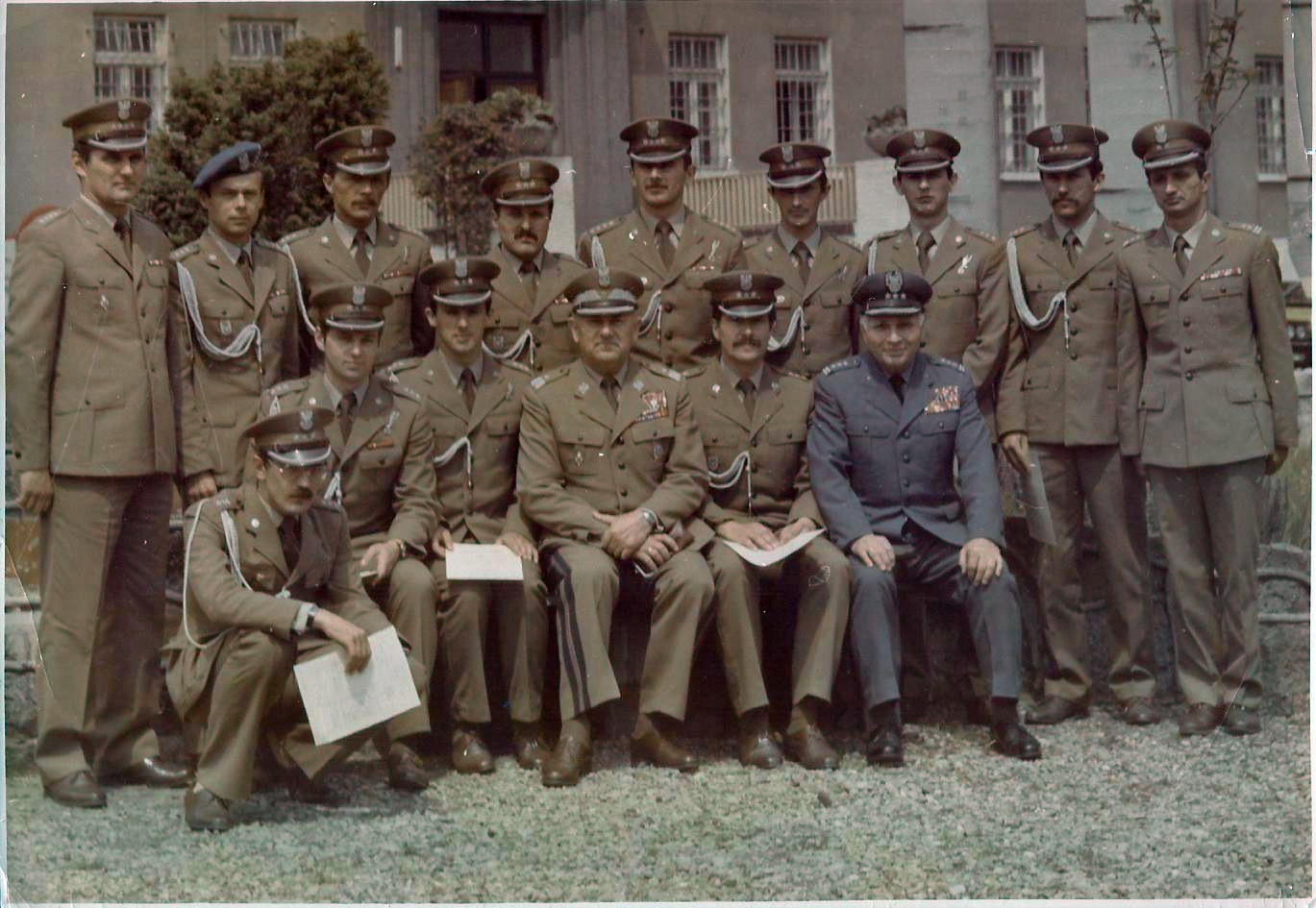
Generał Golik wśród słuchaczy CDO

Członek PZPR. Radny Wojewódzkiej Rady Narodowej w Rzeszowie i Bydgoszczy, wiceprezes Krajowego Towarzystwa Przyjaźni Polsko-Koreańskiej. 29 sierpnia 1991 przeniesiony w stan spoczynku, pożegnany uprzednio przez ministra obrony narodowej wiceadmirała Piotra Kołodziejczyka.
Jest pochowany w grobie rodzinnym na Cmentarzu Wojskowym na Powązkach (kwatera F-14-10).

## Wykształcenie wojskowe
- Szkoła Oficerów Rezerwy w Legionowie (1950)
- Wyższa Szkoła Piechoty w Rembertowie (1952)
- Akademia Sztabu Generalnego im. gen. Karola Świerczewskiego w Warszawie (1957)
- Kurs Operacyjno-Strategiczny w Wojskowej Akademii Sztabu Generalnego Sił Zbrojnych ZSRR im. K. Woroszyłowa w Moskwie (1973)

## Życie prywatne
Mieszkał w Warszawie. Był żonaty z Krystyną Zofią z domu Lebiedowską (1932–1996). Małżeństwo miało dwie córki.

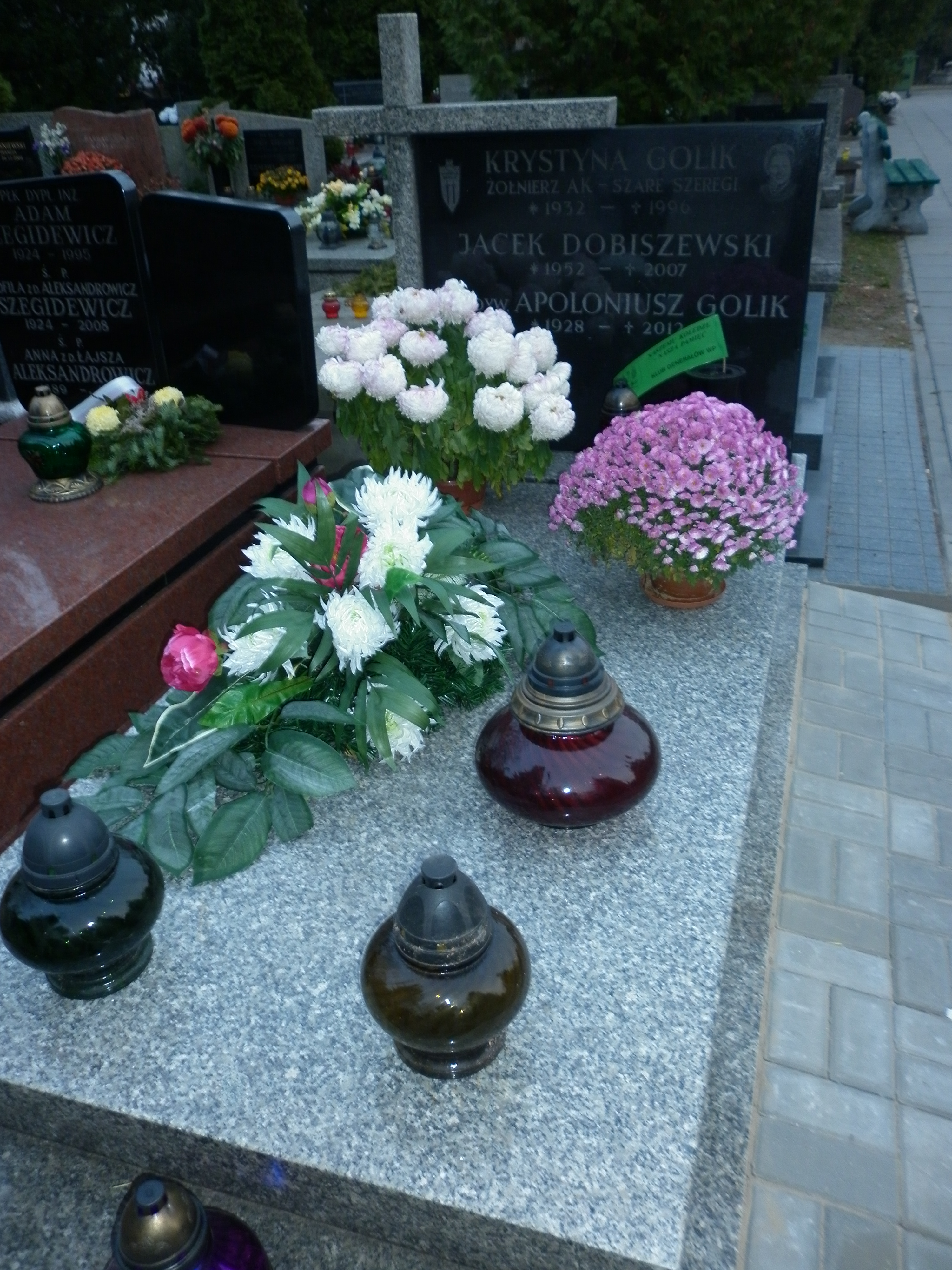
Grób Apoloniusza Golika na Wojskowych Powązkach

## Odznaczenia
- Order Sztandaru Pracy II klasy (1987)
- Krzyż Komandorski Orderu Odrodzenia Polski
- Krzyż Oficerski Orderu Odrodzenia Polski
- Krzyż Kawalerski Orderu Odrodzenia Polski
- Złoty Krzyż Zasługi
- Srebrny Krzyż Zasługi
- Brązowy Krzyż Zasługi
- Medal 30-lecia Polski Ludowej
- Medal 40-lecia Polski Ludowej
- Złoty Medal „Siły Zbrojne w Służbie Ojczyzny”
- Srebrny Medal „Siły Zbrojne w Służbie Ojczyzny”
- Brązowy Medal „Siły Zbrojne w Służbie Ojczyzny”
- Złoty Medal „Za zasługi dla obronności kraju”
- Srebrny Medal „Za zasługi dla obronności kraju”
- Brązowy Medal „Za zasługi dla obronności kraju”
- Medal Komisji Edukacji Narodowej (1975)[4]
- Odznaka „Zasłużony dla województwa rzeszowskiego” (1970)[5]
- Odznaka honorowa „Zasłużony dla Warmii i Mazur” (1962)[6]
- Medal „Za zasługi dla Pomorskiego Okręgu Wojskowego”
- Order Flagi Narodowej II klasy (Korea Północna)

I inne.